# Зимняк (Грязовецкий район)
Зимняк — деревня в Грязовецком районе Вологодской области на реке Лежа.
Входит в состав Комьянского муниципального образования, с точки зрения административно-территориального деления — в Ведерковский сельсовет.
Расстояние до районного центра Грязовца по автодороге — 39 км, до центра муниципального образования Хорошево по прямой — 11 км. Ближайшие населённые пункты — Заречье, Бушуиха, Гора, Надорожный Липовик.
По переписи 2002 года население — 84 человека (41 мужчина, 43 женщины). Преобладающая национальность — русские (99 %).
В деревне есть магазин и медпункт.
День деревни отмечается в начале июля.
19 июля 2014 года отмечалось 386-летие деревни.